# Litwa (okręg)
Litwa (niem. Verwaltungsbezirk Litauen) – okręg administracyjny utworzony pod koniec 1915 r. w ramach zarządu Ober-Ost na okupowanych przez wojska niemieckie obszarach dawnej guberni kowieńskiej z siedzibą w Tylży. 16 kwietnia 1916 r. siedziba okręgu została przeniesiona z Tylży do Kowna. 16 marca 1917 r. okręg połączono z dotychczasowym okręgiem Wilno-Suwałki w nowy okręg Litwa z siedzibą w Wilnie. Okręg obejmował wówczas obszar dawnych guberni wileńskiej, kowieńskiej i suwalskiej.
1 stycznia 1918 z okręgu wyłączono powiaty suwalski i augustowski i przekazane pod nowo utworzony Wojskowy Zarząd Powiatowy Suwałki (Militärkreisverwaltung Suwalki). 1 lutego 1918 r. do okręgu przyłączono obszar zniesionego okręgu Białystok-Grodno. Okręg dzielił się wówczas na dwa podokręgi w granicach dotychczasowych okręgów Litwa i Białystok-Grodno o nazwach Litwa Północ (Litauen, Bezirk Nord) i Litwa Południe (Litauen, Bezirk Süd).
Terytorium okręgu stało się bazą dla proklamowania w dn. 16 lutego 1918 Królestwa Litwy.

## Szczegółowy podział administracyjny
| Okręg Białystok-Grodno |                               |               |
| Kowno – powiat miejski | Kowno, Stadtkreis             | -             |
| Wilno – powiat miejski | Wilna, Stadtkreis             | -             |
| powiat augustowski     | Landkreis Augustow            | Augustów      |
| powiat birżański       | Landkreis Birszy              | Birże         |
| powiat johaniszkielski | Landkreis Johanischkele       | Johaniszkiele |
| powiat kiejdański      | Landkreis Kiejdany            | Kiejdany      |
| powiat koszedarski     | Landkreis Koszedary           | Koszedary     |
| powiat kowieński       | Landkreis Kowno               | Kowno         |
| powiat kretyngański    | Landkreis Russisch-Krottingen | Kretynga      |
| powiat kupiszecki      | Landkreis Kupzischki          | Kupiszki      |
| powiat kurszański      | Landkreis Kurszany            | Kurszany      |
| powiat malacki         | Landkreis Maljaty             | Malaty        |
| powiat mariampolski    | Landkreis Marjampol           | Mariampol     |
| powiat okmiański       | Landkreis Okmiany             | Okmiany       |
| powiat olicki          | Landkreis Olita               | Olita         |
| powiat podbrodzki      | Landkreis Podbrodzie          | Podbrodzie    |
| powiat pojurski        | Landkreis Pojurze             | Pojurze       |
| powiat poniewieski     | Landkreis Poniewiez           | Poniewież     |
| powiat rakiszecki      | Landkreis Rakischki           | Rakiszki      |
| powiat rosieński       | Landkreis Rossienie           | Rosienie      |
| powiat sejneński       | Landkreis Sejny               | Sejny         |
| powiat siadzki         | Landkreis Siady               | Siady         |
| powiat skaudwilski     | Landkreis Skaudwile           | Skaudwile     |
| powiat suwalski        | Landkreis Suwalki             | Suwałki       |
| powiat Saldugischkii   | Landkreis Saldugischki        | Syłgudyszki   |
| powiat szawelski       | Landkreis Schaulen            | Szawle        |
| powiat szyrwincki      | Landkreis Schirwinty          | Szyrwinty     |
| powiat telszański      | Landkreis Telsze              | Telsze        |
| powiat uciański        | Landkreis Uziany              | Uciana        |
| powiat wieżajcki       | Landkreis Wiezajcie           | Wieżajcie     |
| powiat wileński        | Landkreis Wilna               | Wilno         |
| powiat wiłkomierski    | Landkreis Wilkomierz          | Wiłkomierz    |
| powiat władysławowski  | Landkreis Wladislawow         | Władysławów   |
| powiat wyłkowysk       | Landkreis Wylkowyschki        | Wyłkowyszki   |